# Dendrocalamus sahnii
Dendrocalamus sahnii är en gräsart som beskrevs av H.B.Naithani Bahadur. Dendrocalamus sahnii ingår i släktet Dendrocalamus och familjen gräs.
Artens utbredningsområde är Arunachal Pradesh. Inga underarter finns listade i Catalogue of Life.